# Istriceddu
Istriceddu è un cavallo dal manto baio oscuro, due volte vincitore del Palio di Siena. Cavallo di razza mezzosangue a fondo inglese (con il 26,46% di sangue arabo), è nato nel 2003 dallo stallone Approach the Bench e dalla fattrice Bolina Sarda.
Fino al 2008 Istriceddu ha disputato 15 corse in ippodromo, ottenendo 4 vittorie e 8 piazzamenti. La sua fama si lega però al Palio di Siena, dove corre per la prima volta il 16 agosto 2008, montato da Valter Pusceddu. Nel luglio dell'anno successivo è montato da Alberto Ricceri detto Salasso, ma è in agosto che entra nella storia del Palio, grazie alla vittoria ottenuta per la Civetta, montato da Andrea Mari detto Brio, che toglie così la trentennale cuffia.
Il 2 luglio 2010 viene montato da Luigi Bruschelli detto Trecciolino, riuscendo però solamente a sfiorare il successo. L'attesa per la seconda vittoria è breve: montato sempre da Trecciolino, Istriceddu vince il 16 agosto 2010 per la Contrada della Tartuca.
Dopo un'assenza di quattro anni dove fu scartato sempre per manifesta superiorità dai capitani, torna a correre in Piazza del Campo il 16 agosto 2014, montato da Giovanni Atzeni detto Tittìa per i colori della Selva, senza però riuscire a vincere.

## Presenze al Palio di Siena
Le vittorie sono evidenziate ed indicate in neretto.
| Palio          | Contrada   | Fantino                            |
| -------------- | ---------- | ---------------------------------- |
| 16 agosto 2008 | Pantera    | Valter Pusceddu detto Bighino      |
| 2 luglio 2009  | Chiocciola | Alberto Ricceri detto Salasso      |
| 16 agosto 2009 | Civetta    | Andrea Mari detto Brio             |
| 2 luglio 2010  | Nicchio    | Luigi Bruschelli detto Trecciolino |
| 16 agosto 2010 | Tartuca    | Luigi Bruschelli detto Trecciolino |
| 16 agosto 2014 | Selva      | Giovanni Atzeni detto Tittìa       |

## Vittorie
- 2008

Premio San Galgano  (Grosseto, 27 febbraio)
Premio Pietrasanta  (Grosseto, 26 marzo)
- 2006

Premio Uta (Chilivani, 15 aprile)
Premio Nuraghe Lorthania (Chilivani, 27 maggio)